# Conrad Burns
Conrad Burns (Gallatin, 1935. január 25. – Billings, 2016. április 28.) az Amerikai Egyesült Államok szenátora (Montana, 1989–2007).